# Aschisma cuynetii
Aschisma cuynetii là một loài Rêu trong họ Pottiaceae. Loài này được (Bizot & R.B. Pierrot) J. Guerra & Cano mô tả khoa học đầu tiên năm 2000.